# Parque Serrano
El parque municipal Parque Serrano es un área natural protegida ubicada en la localidad de El Bolsón, departamento Bariloche, en la Patagonia argentina. Desde el punto de vista fitogeográfico, corresponde a la ecorregión del bosque andino patagónico.

## Características generales
La reserva se encuentra en la localidad de El Bolsón, al suroeste de la provincia de Río Negro, aproximadamente en la posición 41°58′S 71°31′O / -41.967, -71.517.
Fue creada en el año 1941 mediante el Decreto Nacional n.º 96915. Abarca una extensión de 53 ha. dentro del ejido de la localidad de El Bolsón administradas por el municipio de dicha localidad.
La cercanía al centro urbano y la existencia de senderos aptos para caminatas de mínima dificultad hacen que esta pequeña reserva sea intensamente visitada, incluso por los pobladores de El Bolsón. La reserva incluye el Cerro Amigo, uno de los paseos más promocionados a causa de su valor paisajístico.

## Flora y fauna
Entre las especies vegetales de mayor porte se encuentran cipreses de la cordillera (Austrocedrus chilensis), radales (Lomatia hirsuta), ñires (Nothofagus antarctica), lauras (Schinus patagonica). El sotobosque incluye arbustos como el michay (Berberis sp.), el maqui (Aristotelia maqui), el maitén (Maytenus boaria), el retamo (Bulnesia retama), el amancay (Alstroemeria aurantiaca) y el espino negro (Colletia spinosissima).
No se han efectuado relevamientos exhaustivos de la fauna del parque, aunque la cercanía a la planta urbana y el gran número de visitantes permite suponer que en general no es particularmente rica, con la probable excepción de las aves.